# Villaorba
Villaorba is een plaats (frazione) in de Italiaanse gemeente Basiliano.